# Eucyclops edytae
Eucyclops edytae – gatunek widłonoga z rodziny Cyclopidae, nazwa naukowa gatunku została po raz pierwszy opublikowana w 2009 roku przez australijskich hydrobiologów Danny'ego Tanga i Brentona Knotta ze School of Animal Biology, The University of Western Australia.